# Avvenire
Avvenire (Avenir) est un quotidien italien, d'inspiration catholique, dont la diffusion moyenne s'élève à plus de 100 000 exemplaires. Il est fondé en 1968 par la fusion de deux quotidiens catholiques : L'avvenire d'Italia de Bologne et l'Italia de Milan.

## Description
Marco Tarquinio en est le directeur responsable de 2009 à 2023. Lorenzo Ornaghi en est le vice-président. Le supplément de fin de semaine se nomme NOI Famiglia & Vita.